# مادر من (فیلم)
مادر من (به ایتالیایی: Mia madre) فیلمی ایتالیایی ساخته نانی مورتی و محصول سال ۲۰۱۵ است. این فیلم برای نخستین بار در ماه مه سال ۲۰۱۵ در بخش مسابقه جشنواره کن به نمایش در آمد.

## داستان
مارگریتا، سینماگری که در گیر و دار یک شرایط بحران هویتی است و در حالی‌که مادرش با مرگ دست و پنجه نرم می‌کند، فیلمی را دربارهٔ بسته شدن یک کارخانه کارگردانی می‌کند.

## بازیگران
- مارگریتا بوی
- جان تورتورو
- نانی مورتی
- جولیا لاتسارینی
- کورادو فورتونا
- فرانچسکو آکوارولی
- کامیلا سمینو فاوْرو